# Pelargonium caffrum
Pelargonium caffrum là một loài thực vật có hoa trong họ Mỏ hạc. Loài này được (Eckl. & Zeyh.) Steud. mô tả khoa học đầu tiên.